# Gaishof (Kastl)
Gaishof ist eine in der Oberpfalz gelegene Einöde, die ein Gemeindeteil von Kastl ist.

## Lage
Der Ort befindet sich in der Region Oberpfälzer Jura und liegt in der nach Winkl benannten Gemarkung. Gaishof ist einer von 39 Ortsteilen des Marktes Kastl. Der Weiler liegt dreieinhalb Kilometer nördlich von Kastl und Ursensollen ist sechs Kilometer entfernt.

## Verkehr
Die Bundesstraße 299 verläuft unmittelbar westlich des Ortes. Vom ÖPNV wird der Ort mit einer an der Bundesstraße 299 gelegenen Haltestelle der Buslinie 447 des VGN angefahren.